# Louis Havet
Pierre Antoine Louis Havet (Parijs, 6 januari 1849 – Parijs, 27 januari 1925) was een Frans latinist en steunbetuiger van Alfred Dreyfus in de Dreyfusaffaire.
In 1869 schreef Havet zich in bij de École pratique des hautes études, om daar Latijn, Sanskriet, vergelijkende taalkunde en romaanse filologie te studeren, bij respectievelijk Gaston Boissier, Eugène-Louis Hauvette-Besnault, Michel Bréal en Gaston Paris. Na afloop van zijn studie werd hij al snel docent, zowel aan de Sorbonne als aan de École pratique des hautes études. In 1880 behaalde Havet zijn doctorstitel, en vanaf 1885 doceerde hij latijnse filologie aan het Collège de France. Zijn hoofdwerk is het Manuel de critique verbale appliquée aux textes latins, de zeer uitgebreide verhandeling over tekstkritiek van Latijnse teksten.
Havet was de auteur van het eerste artikel waarin gewezen werd op de grote betekenis van Ferdinand de Saussure's publicatie Mémoire sur le système primitif des voyelles dans les langues indo-européennes.
Havet heeft zijn levenlang blijk gegeven van grote maatschappelijke betrokkenheid. Hij voerde zeer actief campagne voor de rehabilitaite van Dreyfus, en samen met zijn vrouw Olympe ondersteunde hij de familie Dreyfus. Aan het begin van de Eerste Wereldoorlog had hij permissie gevraagd om dagelijks steeds twee soldaten, die herstellende waren van hun verwondingen, te eten te vragen. Hij was ook voorstander van een simplificatie van de Franse spelling, maar ondanks zijn inzet (het verzamelen van 6500 handtekeningen, en het indienen in 1889 van een desbetreffend voorstel bij de Académie Française) mislukte zijn campagne. 
In zijn testament had Havet bepaald dat er geen gewag gemaakt mocht worden van zijn dood, d.w.z. dat er geen berichten van zijn overlijden mochten worden verstuurd, dat er niet gesproken werd bij zijn begrafenis.

## Publicaties in boekvorm
- 1880: Le Querolus: comédie latine anonyme. Frans proefschrift.
- 1880: De saturnio Latinorum versu. Latijns proefschrift.
- 1886: Cours élémentaire de métrique grecque et latine.
- 1886: Abrégé de grammaire latine à l'usage des classes de grammaire.
- 1890: La simplification de l'orthographe.
- 1900: Règles et recommendations générales pour l'éstablissement des éditions Guillaume Budé.
- 1911: Manuel de critique verbale appliquée aux textes latins.
- 1914: Notes critiques sur le texte de Festus.
- 1925: Pseudo-Plaute. Le prix des ânes. (Asinarïa.) Texte établi et traduit par Louis Havet et Andrée Freté. Postuum gepubliceerd.

(Toen hij nog student was heeft Havet twee Duitse boeken vertaald: van Max Müller en Franz Bücheler.)